# Вень Дін
Вень Дін (кит. трад.: 文丁; піньїнь: Wen Ding) або Вень У Дін — правитель Китаю з династії Шан, син і спадкоємець У Ї.
За його правління Чжоу поступово захоплювали території васалів Шан, завдяки чому зростала могутність родини Чжоу.